# Billy (Allier)
Billy é uma comuna francesa na região administrativa de Auvérnia-Ródano-Alpes, no departamento Allier. Estende-se por uma área de 10,17 km². Em 2010 a comuna tinha 789 habitantes (densidade: 77,6 hab./km²).